# 斯圖拉-迪代蒙特河
斯圖拉-迪代蒙特河（直译：代蒙特的斯图拉河），是意大利的河流，位於該國西北部，屬於塔納羅河的支流，河道全長111公里，流域面積1,579平方公里，平均流量每秒47立方米。